# Przedsława Włodzimierzówna
Przedsława Włodzimierzówna, Predysława (zm. po 1018) – księżniczka ruska z dynastii Rurykowiczów, córka Włodzimierza I Wielkiego. 
W 1017 roku owdowiały Bolesław I Chrobry bez powodzenia starał się o rękę Przedsławy u jej brata, Jarosława Mądrego. W 1018 roku, po zajęciu Kijowa przez polskiego władcę, księżniczka została przez niego zgwałcona i w rok później uprowadzona do Polski w charakterze nałożnicy Chrobrego.

## Przedsława w źródłach historycznych

### Księżniczka kijowska
Powieść lat minionych wymienia imiona synów Włodzimierza i Rognedy, nie wspomina natomiast imion ich córek. Naukowcy nie są zgodni, czy Rogneda była matką Przedsławy.
Chronologicznie najwcześniejszą wzmiankę o Przedsławie zawiera Pateryk Kijowsko-Pieczerski. Wydarzenia w nim opisane dotyczą okresu panowania Świętopełka w Kijowie, który po śmierci Włodzimierza Wielkiego w 1015 roku dążył do umocnienia władzy kosztem pozbycia się swoich młodszych braci. Jarosław Mądry, który wówczas panował w Nowogrodzie Wielkim, rozpoczął walkę z przyrodnim bratem o tron kijowski. Stronę Jarosława, według Latopisu Hipackiego, przyjęli jego bracia - Borys, Gleb i Świętosław.
Po zabójstwie Borysa, jak podaje pateryk, na dworze Przedsławy schronił się przed Świętopełkiem jeden z jego wiernych wojów - Mojżesz Węgrzyn. Możliwe, że dwór księżniczki znajdował się w osadzie Przedsławino pod Kijowem, o której wspomina Powieść lat minionych pod rokiem 980.
Przedsława była informatorką Jarosława w Kijowie: dwukrotnie, według źródeł, przesyłała mu wiadomości o poczynaniach Świętopełka. Pierwszy raz wysłała gońca do Nowogrodu Wielkiego z informacją o zabójstwie Borysa. Drugą, ostrzegawczą, Jarosław dostał po zabiciu Gleba.

### Nałożnica polskiego króla

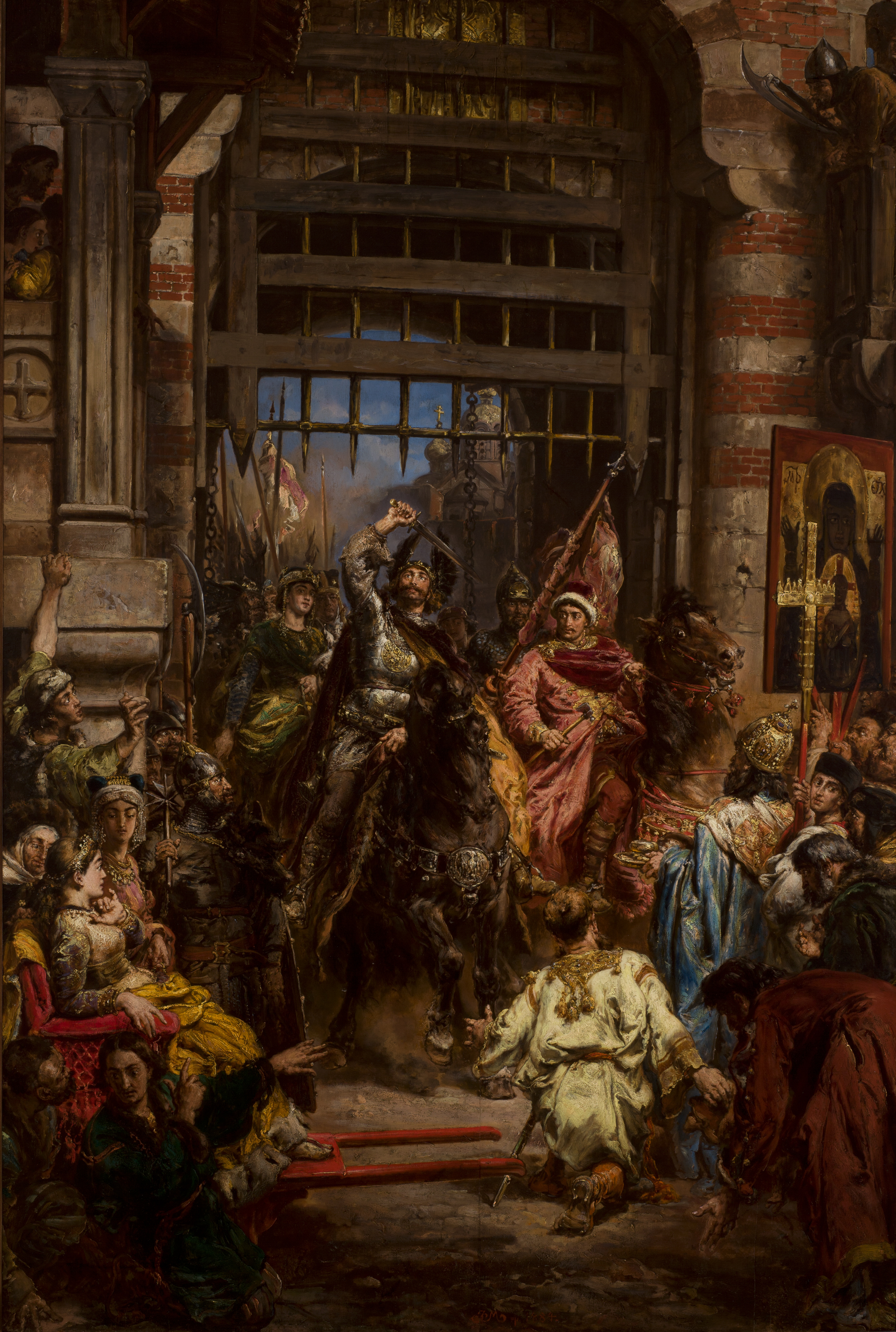
Obraz Jana Matejki Bolesław Chrobry ze Światopełkiem przy Złotej Bramie w Kijowie. Przedsława znajduje się po lewej stronie – siedząca w lektyce kobieta.

W 1016 roku Jarosław Mądry obalił Świętopełka i został Wielkim Księciem Kijowskim. Świętopełk uciekł do Polski, gdzie wystarał się o wsparcie militarne u swojego teścia Bolesława Chrobrego. Król polski, który zakończył długoletnie wojny z Niemcami podpisaniem pokoju w Budziszynie, postanowił zwiększyć swoje wpływy polityczne na wschodzie. Wyruszył zatem na Ruś Kijowską, żeby, jak pisze Gall Anonim,

pomścić swą krzywdę na królu Rusinów, który odmówił mu oddania swej siostry za żonę.

Wyprawa kijowska Bolesława zakończyła się powodzeniem: Kijów został zdobyty przez wojska Chrobrego, a Jarosław Mądry zbiegł do Nowogrodu – zabierając ze sobą żonę Świętopełka (czyli córkę Bolesława). Gall Anonim opisał triumfalne wejście Bolesława do stolicy Rusi, wkładając mu do ust słowa, które określiły los Przedsławy Włodzimierzówny:

A Bolesław bez oporu wkroczył do wielkiego i bogatego miasta i dobywszy z pochew miecza uderzył nim w Złotą Bramę, gdy zaś ludzie jego się dziwili, czemu to czyni, wyjaśnił [im to] ze śmiechem, a wcale dowcipnie: "Tak jak w tej godzinie Złota Brama miasta ugodzona została tym mieczem, tak następnej nocy ulegnie siostra najtchórzliwszego z królów, której mi dać nie chciał. Jednakże nie połączy się z Bolesławem w łożu małżeńskim, lecz tylko raz jeden, jak nałożnica, aby pomszczona została w ten sposób zniewaga naszego rodu, Rusinom ku obeldze i hańbie".

O uprowadzeniu Przedsławy wspomina również Thietmar:

Obecne były przy tym: macocha wspomnianego księcia, jego żona oraz dziewięć jego sióstr, z których jedną, dawniej sobie upatrzoną, ten stary wszetecznik Bolesław uprowadził bezwstydnie, zapominając o swojej ślubnej małżonce.

Niżej kronikarz wspomina, że Bolesław proponował Jarosławowi wymianę jeńców: odda mu Przedsławę z siostrami i macochą w zamian za uwolnienie swojej córki – żony Świętopełka. Wymiana nie powiodła się, o czym świadczą późniejsze wzmianki w latopisach ruskich: Bolesław opuścił Kijów, zabierając do Polski łupy i Przedsławę, w stolicy pozostawił zastępcę – "Rusina ze swojego rodu" – Świętopełka.
Powieść minionych lat wspomina, iż Bolesław zaś uciekł z Kijowa, zabrawszy skarby i bojarów Jarosławowych, i siostry jego.
O losach Przedsławy w Polsce nic nie wiadomo. Nieznana również jest jej data śmierci.